# Trischen

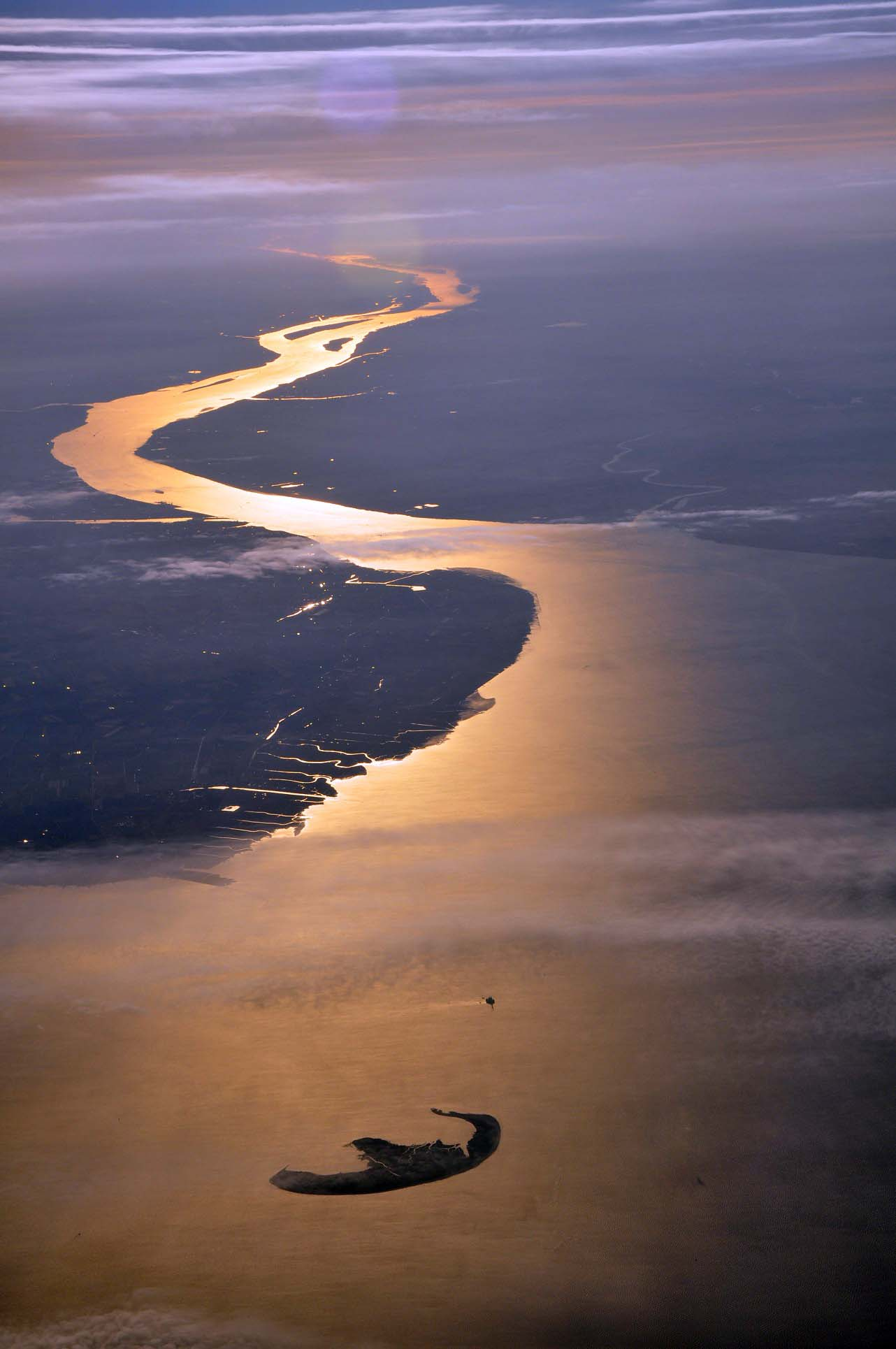
Trischen met de monding van de Elbe.

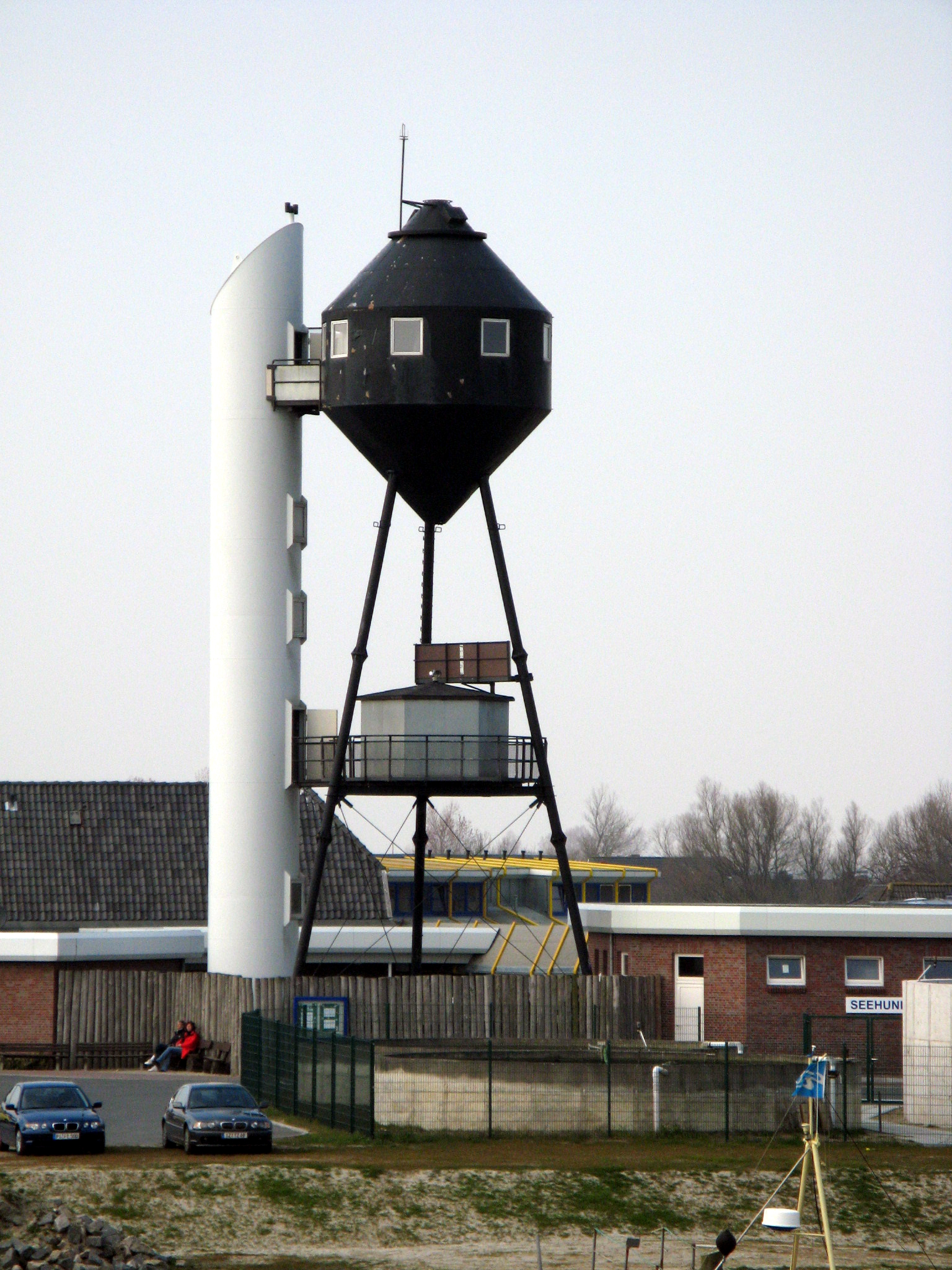
Het voormalige baken van Trischen staat bij het zeehondenverblijf in Friedrichskoog

Het Duitse eiland Trischen is een Waddeneiland aan de noordzijde van de Elbemonding. Het ligt ter hoogte van de Meldorfer Bocht en behoort tot de deelstaat Sleeswijk-Holstein. Het eiland hoort bestuurlijk bij de gemeente Friedrichskoog en wordt tussen maart en oktober bewoond door een vogelwachter. Verder mag niemand zonder toestemming op het eiland komen.

## De naam Trischen
Op oude land- en zeekaarten is Trischen te vinden als Den Busch, Busch, Rischensand, dat Rießig, Triejen, dat Rißy, Trießen, Riessen en Riesen. Eind 19de eeuw komt voor het eerst de naam Trischen naar voren. Peter Todt, vogelwachter van 1980 tot 1999, denkt dat het van het Nederlandse woord riet komt. De oude naam dat Rießig is in de loop van de tijd 't rieschen geworden. De samenvoeging van dit woord werd toen Trischen.

## Ligging
Trischen ligt in het waddengebied van Dithmarschen. Dit is het zuidelijke deel van de Sleeswijk-Holsteiner waddenzee, tussen de monding van de rivieren de Elbe en de Eider.
Ten noorden van Trischen liggen de hoge zandplaten Tertius en Blauort, ten zuidwesten ligt de eilandengroep Neuwerk, Scharhörn en Nigehörn.
Vroeger groeide Trischen door de stroming van de zee met enkele hectaren per jaar. Het eiland krimpt, tussen 2000 en 2007 verloor Trischen 20 hectare, en 'wandelt' jaarlijks 20 meter naar het oosten.
In het zuiden van Trischen ligt een booreiland genaamd Mittelplate waar dagelijks 1800 ton aardolie gewonnen wordt. Dit wordt met boten naar Brunsbüttel gebracht. Een ongeluk met een volle boot zou voor de biotoop Waddenzee en Trischen grote gevolgen kunnen hebben.

## Geschiedenis
In 1920 zette de vrijstaat Pruisen tachtig werklozen in om van de schapenweide uit 1868 een nieuwe zomerdijk te maken.
Kort daarna werd dit project gestopt omdat het financieel niet mogelijk was dit klaar te krijgen. In 1922 wijzigde de Hamburgse ondernemer Jürgen Brandt het plan, en maakte een pachtverdrag op. In 1925 werd begonnen met het opdijken van een 78 hectare grote vlakte, die later Trischen zou worden.
In 1926 pachtte de nog zelfstandige stad Altona het eiland. Omdat de bescherming van het eiland te veel kostte voor Altona, werd de pacht van het eiland in 1933 van de hand gedaan. In 1934 nam Hermann Dreeßen in pacht over. Hij verstevigde een groot deel van de dijken, en bleef er wonen tot de Tweede Wereldoorlog.
Na een zware negen uur durende stormvloed op 19 oktober 1936 werd er besloten dat het zinloos was nieuwe verbeteringen toe te passen om het water tegen te gaan. Wel werd er nog helmgras geplant.
Door een grote storm in 1943 braken de dijken en werd alles wat de mensen in 70 jaar op het eiland hadden gemaakt, in twee dagen verwoest. Na de oorlog (1946-1947) leefde er nog een gezin met kinderen en een schaapsherder op het eiland. Sinds zij het eiland verlaten hebben, is alleen de vogelwachter nog bewoner van het eiland geweest.
Sinds 1927 wordt er een hutje op Trischen bewoond door een vogelwachter. Hij is de enige die nog op het eiland mag zijn. Alleen schipbreukelingen en mensen in noodsituaties mogen het eiland betreden. Hierdoor daalde het aantal bezoekers in 1975 van ruim duizend naar minder dan tien in 2000.

## Floraenfauna
Op Trischen broeden ongeveer 15.000 tot 20.000 paren en 330.000 vogels gebruiken het eiland om uit te rusten. In 2006 zijn er 158 verschillende vogelsoorten gezien op het eiland. De dieren die er het meeste rusten zijn de bonte strandloper, de kanoet en de brandgans met ongeveer 100.000 exemplaren. 30 % van alle Europese bergeenden rusten op Trischen. Tussen de 10 en 20 % van de drieteenstrandloper en de zilverplevier zijn ook te vinden op Trischen.
Tegenwoordig zijn het vooral meeuwen (80 %) die broeden op Trischen. In 2006 waren er ongeveer 5.000 paren van de zilvermeeuw en 2.000 paren van de kokmeeuw. De populatie van zilvermeeuwen die al sinds de Tweede Wereldoorlog naar Trischen komt, is sinds 1990 ongeveer gelijk gebleven.
In 1999 zag de vogelwachter voor het eerst een paar slechtvalken op Trischen, die normaliter in Midden-Europa broeden. Sinds 1995 zit er ook een kolonie aalscholvers op het eiland. Verder broeden er kleine kolonies van lepelaars, brandganzen en scholekster.
Naast algemene insecten die met gunstige wind van het vasteland komen, leven er ook inheemse soorten insecten op het eiland. Het betreft circa 400 insectensoorten, waarvan ongeveer 115 soorten spinnen en kevers.
In de omgeving van Trischen leven de gewone zeehond, de grijze zeehond en bruinvissen. Rond 1960 brachten mensen op Trischen konijnen aan land. Rond 1962 hadden deze dieren het hele eiland kaalgevreten. Tijdens de stormvloed van 1962 werd de hele groep konijnen op het eiland uitgeroeid.

## De vogelwachter
De vogelwachter op het eiland is de enige persoon die als officiële verblijfsplaats Trischen mag opgeven. Eenmaal per week ontvangt hij per boot post en levensmiddelen. Dit moet hij een kilometer over het eiland rijden met een kruiwagen. In de zomer van 1973 kreeg Trischen een FM-zender, die in 1983 gevolgd werd door een radio op zonnepanelen. In 1992 kreeg de vogelwachter een mobiele telefoon, destijds ter waarde van 7000 Duitse marken. In maart 2024 is Jakob Wildraut de vogelwachter. Hij houdt op de website van Trischen een weblog bij.